# Campionati italiani di winter triathlon del 2009
I Campionati italiani di winter triathlon del 2009 (XI edizione) sono stati organizzati dalla Federazione Italiana Triathlon e si sono tenuti a Entracque in Piemonte, in data 18 gennaio 2009.
Tra gli uomini ha vinto per la quinta volta consecutiva Daniel Antonioli ( Esercito), mentre la gara femminile è andata per la quarta volta consecutiva a Giuliana Lamastra (Trisports.it Team).

## Risultati

### Élite uomini
| Pos. | Atleta                | Società sportiva             | Corsa   | Bici    | Sci di fondo | Totale  |
| ---- | --------------------- | ---------------------------- | ------- | ------- | ------------ | ------- |
|      | Daniel Antonioli      | Esercito                     | 0:23:44 | 0:23:25 | 0:23:10      | 1:10:19 |
|      | Peter Viana           | Esercito                     | 0:24:35 | 0:23:27 | 0:24:22      | 1:12:24 |
|      | Oswald Weisenhorn     | Malles Triathlon             | 0:24:55 | 0:24:10 | 0:23:41      | 1:12:46 |
| 4    | Alessandro De Gasperi | Liger Team Keyline           | 0:23:51 | 0:26:21 | 0:22:51      | 1:13:03 |
| 5    | Thomas Niederegger    | Malles Triathlon             | 0:23:49 | 0:24:49 | 0:26:10      | 1:14:48 |
| 6    | Walter Polla          | Triathlon Alto Adige         | 0:25:19 | 0:24:16 | 0:25:15      | 1:14:50 |
| 7    | Pierpaolo Macconi     | Triathlon Alto Adige         | 0:25:08 | 0:25:39 | 0:26:28      | 1:17:15 |
| 8    | Guido Ricca           | Triathlon Cremona Stradivari | 0:26:07 | 0:24:45 | 0:27:00      | 1:17:52 |
| 9    | Luca Alladio          | Trisports.it Team            | 0:26:33 | 0:25:12 | 0:26:43      | 1:18:28 |
| 10   | Francesco Dutto       | Los Tigres                   | 0:25:55 | 0:26:27 | 0:27:42      | 1:20:04 |
| 11   | Mattia De Paoli       | Silca Ultralite              | 0:26:13 | 0:27:13 | 0:27:10      | 1:20:36 |
| 12   | Pietro Riva           | Triathlon Lecco              | 0:26:03 | 0:26:57 | 0:27:38      | 1:20:38 |
| 13   | Emiliano Abrate       | Valle Gesso Sport            | 0:27:06 | 0:26:51 | 0:27:54      | 1:21:51 |
| 14   | Andrea Villa          | Triathlon Lecco              | 0:25:05 | 0:26:35 | 0:30:43      | 1:22:23 |
| 15   | Danilo Ciscato        | Poletti                      | 0:26:46 | 0:27:50 | 0:27:47      | 1:22:23 |
| 16   | Filippo Blanc         | Trisports.it Team            | 0:28:57 | 0:24:56 | 0:28:31      | 1:22:24 |
| 17   | Sandro Dallago        | Triathlon Alto Adige         | 0:26:35 | 0:27:55 | 0:28:34      | 1:23:04 |
| 18   | Giovanni Bertagnin    | Valle Gesso Sport            | 0:24:56 | 0:28:38 | 0:29:32      | 1:23:06 |
| 19   | Jimmi Pellegrini      | Triathlon Alto Adige         | 0:25:40 | 0:27:23 | 0:30:24      | 1:23:27 |
| 20   | Enrico Barale         | Valle Gesso Sport            | 0:30:21 | 0:25:24 | 0:28:21      | 1:24:06 |

### Élite donne
| Pos. | Atleta              | Società sportiva  | Corsa   | Bici    | Sci di fondo | Totale  |
| ---- | ------------------- | ----------------- | ------- | ------- | ------------ | ------- |
|      | Giuliana Lamastra   | Trisports.it Team | 0:30:23 | 0:28:35 | 0:30:18      | 1:29:16 |
|      | Stefania Bonazzi    | Silca Ultralite   | 0:29:13 | 0:29:36 | 0:30:35      | 1:29:24 |
|      | Laura Mazzucco      | Alba Triathlon    | 0:29:08 | 0:30:33 | 0:33:14      | 1:32:55 |
| 4    | Laura Pederzoli     | Fumane Triathlon  | 0:33:08 | 0:33:06 | 0:36:52      | 1:43:06 |
| 5    | Maria Angioni       | Torino 3          | 0:32:23 | 0:34:33 | 0:36:40      | 1:43:36 |
| 6    | Beverley Gibson     | Alba Triathlon    | 0:32:08 | 0:33:30 | 0:41:17      | 1:46:55 |
| 7    | Greta Vettorata     | Silca Ultralite   | 0:32:49 | 0:32:43 | 0:42:00      | 1:47:32 |
| 8    | Virna Stavla        | Padova Triathlon  | 0:34:57 | 0:37:03 | 0:37:49      | 1:49:49 |
| 9    | Valentina Capovilla | Padova Triathlon  | 0:34:23 | 0:39:48 | 0:41:57      | 1:56:08 |
| 10   | Sara Silvestri      | Padova Triathlon  | 0:34:19 | 0:36:55 | 0:44:56      | 1:56:10 |
| 11   | Livia Ferrua        | Valle Gesso Sport | 0:39:41 | 0:41:01 | 0:37:30      | 1:58:12 |
| 12   | Ilaria Sambo        | Pro Patria Acros  | 0:39:28 | 0:34:08 | 0:45:30      | 1:59:06 |
| 13   | Luisella Iabichella | Road Runners      | 0:40:32 | 0:37:08 | 0:45:12      | 2:02:52 |
| 14   | Nadia Dal Ben       | Cuneo Triathlon   | 0:35:20 | 0:46:07 | 0:42:11      | 2:03:38 |
| 15   | Stefania Signora    | Padova Triathlon  | 0:38:59 | 0:38:23 | 0:48:23      | 2:05:45 |
| 16   | Silvia Fiandino     | Torino 3          | 0:40:31 | 0:36:58 | 0:57:05      | 2:14:34 |
| 17   | Gabriella Bois      | Cuneo Triathlon   | 0:47:08 | 0:48:15 | 0:49:29      | 2:24:52 |